# Twijgschoteltje
Het twijgschoteltje (Calycina vulgaris) is een schimmel behorend tot de familie Pezizellaceae. Het groeit op loofbomen en struiken. Het leeft saprotroof op dood loofhout, meestal op bastloze wilgen (Salix) maar ook op andere soorten loofbomen.

## Kenmerken

### Uiterlijke kenmerken
De apothecia meten 0,5 tot 1 mm in diameter en hebben een korte steel. Het hymenium is zuiver wit als het vers is en geelachtig als het droog is. De vorm is concaaf tot plat, met een golvende rand. Receptaculum bekervormig, witachtig, met haren aan de buitenkant. De steel is glad, kleurloos en kort (0,2 tot 0,3 mm lang).

### Microscopische kenmerken
Het asci heeft acht sporen, cilindrisch-kapselvormig en meten 35-45 × 4-5 µm. De parafysen zijn cilindrisch, 1,5 tot 2 µm breed, niet groter dan de asci. Ascosporen zijn cilindrisch tot licht gebogen, hyaliene, ongesepteerd, 6-10 × 1,5-2 µm, met 1-2 oliedruppeltjes aan de uiteinden.

## Verspreiding
In Nederland komt twijgschoteltje zeldzaam voor.